# Jurnal Trust Media
Jurnal Trust Media este primul holding media din Republica Moldova, care oferă publicului un conținut editorial complex: presă scrisă, televiziune, radio, video. Președintele Jurnal Trust Media este publicistul și dramaturgul Val Butnaru, fondatorul unuia dintre primele ziare independente din Republica Moldova – Jurnal de Chișinău.
Proprietarul și finanțatorul holding-ului este omul de afaceri Victor Țopa.
Jurnal Trust Media cuprinde:
- Jurnal de Chișinău – ziar general cu 2 apariții pe săptămână, 1999-2019[2]
- ECOnomist – magazin economic săptămânal, din 2004
- Apropo Magazin – tabloid săptămânal, din 2009
- Jurnal TV – post de televiziune generalist, din 2009
- Jurnal FM – post de radio, din 2009
- jurnal.md - portal de știri, din 2009